# (20161) 1996 TR66
(20161) 1996 TR66 est un objet transneptunien faisant partie des twotinos.

## Caractéristiques
(20161) 1996 TR66 mesure environ 125 km de diamètre.

## Orbite
L'orbite de 1996 TR66 possède un demi-grand axe de 48,23 ua et une période orbitale d'environ 335 ans. Son périhélie l'amène à 28,98 ua du Soleil et son aphélie l'en éloigne de 67,48 ua. Il possède une résonance 1:2 avec Neptune.

## Découverte
(20161) 1996 TR66 a été découvert le 8 octobre 1996.